# Jean-Pierre Lemboumba-Lepandou
Jean-Pierre Lemboumba-Lepandou, né vers 1941, est une personnalité politique gabonaise qui a été un pilier du régime d'Omar Bongo, notamment comme ministre des Finances.

## Carrière politique
Victime d'une tentative d'assassinat en 1992, alors qu'il était directeur de cabinet d'Omar Bongo, il en avait imputé la responsabilité à ce dernier. Il s'est présenté à l'élection présidentielle de 1993.
Issu des Obambas, il est nommé plus tard ministre des Finances, un poste qui est traditionnellement confié aux Obambas par Omar Bongo dans le cadre de la préservation des équilibres ethniques (les Teke, pour leur part, sont orientés vers le métier des armes).
Un temps en disgrâce, il occupe ensuite les fonctions de coordinateur général des affaires présidentielles.
Il a soutenu Ali Bongo à l'élection présidentielle de 2009 mais fait défection et soutient Jean Ping à l'élection présidentielle de 2016. Il quitte alors le pays pour la France.

## Famille
Son fils aîné Martin Lemboumba, qui est mort d’un accident de la route en 2004, était marié depuis 1995 à Claudia Sassou-Nguesso, la fille du président du Congo Denis Sassou-Nguesso.